# This Is It (Melba Moore-låt)
"This Is It" är en låt skriven av Van McCoy och framfört av Melba Moore på albumet This Is It (1976).

## Listplaceringar
| Lista (1976) | Topplacering |
| ------------ | ------------ |
| Sverige      | 19           |

## Dannii Minogues version
Den australiska sångerskan Dannii Minogue gjorde på albumet Get into You 1993 en cover på låten, som även släpptes som tredje singel ut från albumet, under årets tredje kvartal. Låten producerades av Tim Lever och Mike Percy och mötte blandad kritik från kritikerna. Den hamnade bland de tio främsta I Storbritannien, och blev Dannii Minogues tredje top 10-singel. I Australien hamnade den bland de 20 främsta och blev en radiohit samt belönades med en guldskiva. Trots att den missade top 10, tillbringade singeln 18 listor på ARIA:s top 50 och var 43:e bäst säljande singel det året.
Videon till låten spelades in i Los Angeles och visade Dannii Minogue och hennes dåvarande make, skådespelaren Julian McMahon, på stranden. Dannii Minogue stod själv som koreograf för dansen i videon. The Late Show gjorde en parody vid namn "Holy Shit". Låten utsågs vid en omröstning till "35:e gayigaste sången genom tiderna".

### Format och låtlistor

#### CD-singel
1. This Is It (7" version)
2. This Is It (12" Extended version)
3. This Is It (Alternative 12" mix)
4. This Is It (Dannii Got Murked mix)
5. This Is It (Miami Heat mix)
6. This Is It (One World 12" mix)
7. This Is It (A cappella version)

#### Vinylsingel, Storbritannien
1. This Is It (Dannii Got Murked mix)
2. This Is It (12" Extended version)
3. This Is It (Miami Heat mix)
4. This Is It (Vapour Rub dub)
5. This Is It (A cappella version)

#### CD-singel, Nordamerika
1. This Is It (Dannii Got Murked mix)
2. This Is It (Extended version)
3. This Is It (Doc & Freestyle Remix)
4. This Is It (Vapour Rub dub)
5. This Is It (Alternative mix)
6. This Is It (Miami Heat mix)

#### Kassettsingel
1. This Is It (7" version)
2. It's Time to Move On

## Listplaceringar
| Lista (1993)             | Topplacering |
| ------------------------ | ------------ |
| Australiska singellistan | 13           |
| Irländska singellistan   | 17           |
| Brittiska singellistan   | 10           |

### Årslistor
| Lista (1993)             | År | Placering |
| ------------------------ | -- | --------- |
| Australiska singellistan | 43 |           |
| Brittiska singellistan   | 78 |           |

## Medverkande

### Dannii Minogues version
- Dannii Minogue – sång
- Mike Percy, Tim Lever – produktion
- Terry Ronald – sångarrangemang
- Carlos Santos – tekniker
- Andrew MacPherson – fotografi
- Julian McMahon – beach cartwheels

### Fotnoter
1. ↑  ”Listplacering”. http://swedishcharts.com/showitem.asp?interpret=Melba+Moore&titel=This+Is+It&cat=s. Läst 21 maj 2011.
2. 1 2  http://www.aria.com.au/pages/aria-charts-end-of-year-charts-top-50-singles-1993.htm
3. ↑  ”Arkiverade kopian”. Arkiverad från originalet den 12 maj 2011. https://web.archive.org/web/20110512055137/http://www.samesame.com.au/news/local/2060/And-the-Gayest-Songs-Of-All-Time-Are.htm. Läst 21 maj 2011. The Gayest songs of all time
4. ↑  "Discography Dannii Minogue". Australian-Charts.com. Läst 16 april 2008.
5. ↑  "Search Charts". IrishCharts.ie. Läst 16 april 2008.
6. ↑  "UK Top 40 Hit Database". everyHit.com. Läst 16 april 2008.